# Desa Ciptasari (administrativ by i Indonesien, lat -6,89, long 107,82)
Desa Ciptasari är en administrativ by i Indonesien.   Den ligger i provinsen Jawa Barat, i den västra delen av landet, 130 km sydost om huvudstaden Jakarta.